# Mestaruussarja 1975
La Mestaruussarja 1975 fu la sessantaseiesima edizione della massima serie del campionato finlandese di calcio, la quarantacinquesima come Mestaruussarja. Il campionato, con il formato a girone unico e composto da dodici squadre, venne vinto dal TPS.

## Squadre partecipanti
| Club         | Città        | Stagione 1974               |
| ------------ | ------------ | --------------------------- |
| Haka         | Valkeakoski  | 8º posto in Mestaruussarja  |
| HJK          | Helsinki     | 3º posto in Mestaruussarja  |
| KPT Kuopio   | Kuopio       | 5º posto in Mestaruussarja  |
| KPV          | Kokkola      | 9º posto in Mestaruussarja  |
| KuPS         | Kuopio       | Campione di Finlandia       |
| MiPK         | Mikkeli      | 4º posto in Mestaruussarja  |
| MP           | Mikkeli      | 10º posto in Mestaruussarja |
| MyPa         | Anjalankoski | 1º posto in I divisioona    |
| OTP          | Oulu         | 7º posto in Mestaruussarja  |
| Reipas Lahti | Lahti        | 2º posto in Mestaruussarja  |
| TPS          | Turku        | 6º posto in Mestaruussarja  |
| VPS          | Vaasa        | 2º posto in I divisioona    |

## Classifica finale
|  | Pos. | Squadra      | Pt | G  | V  | N | P  | GF | GS | DR  |
|  | ---- | ------------ | -- | -- | -- | - | -- | -- | -- | --- |
|  | 1.   | TPS          | 32 | 22 | 13 | 6 | 3  | 34 | 18 | +16 |
|  | 2.   | KuPS         | 30 | 22 | 12 | 6 | 4  | 40 | 24 | +16 |
|  | 3.   | KPV          | 27 | 22 | 11 | 5 | 6  | 31 | 21 | +10 |
|  | 4.   | MiPK         | 26 | 22 | 10 | 6 | 6  | 40 | 27 | +13 |
|  | 5.   | KPT Kuopio   | 26 | 22 | 10 | 6 | 6  | 32 | 22 | +10 |
|  | 6.   | Reipas Lahti | 23 | 22 | 10 | 3 | 9  | 47 | 35 | +12 |
|  | 7.   | VPS          | 22 | 22 | 8  | 6 | 8  | 29 | 28 | +1  |
|  | 8.   | HJK          | 18 | 22 | 8  | 2 | 12 | 29 | 37 | -8  |
|  | 9.   | MP           | 18 | 22 | 6  | 6 | 10 | 23 | 36 | -13 |
|  | 10.  | Haka         | 15 | 22 | 6  | 3 | 13 | 21 | 36 | -15 |
|  | 11.  | OTP          | 15 | 22 | 5  | 5 | 12 | 19 | 38 | -19 |
|  | 12.  | MyPa         | 12 | 22 | 4  | 4 | 14 | 22 | 45 | -23 |

Legenda:
      Campione di Finlandia e ammessa alla Coppa dei Campioni 1976-1977
      Vincitore della Suomen Cup 1975 e ammessa in Coppa delle Coppe 1976-1977
      Ammessa in Coppa UEFA 1976-1977
      Retrocesse in I divisioona
Note:
Due punti a vittoria, uno a pareggio, zero a sconfitta.

## Spareggio
|      | Risultati |     | Luogo e data     |
| ---- | --------- | --- | ---------------- |
| Haka | 1-0       | OTP | Helsinki, ? 1975 |
|      |           |     |                  |